# Bombardements de Yahata

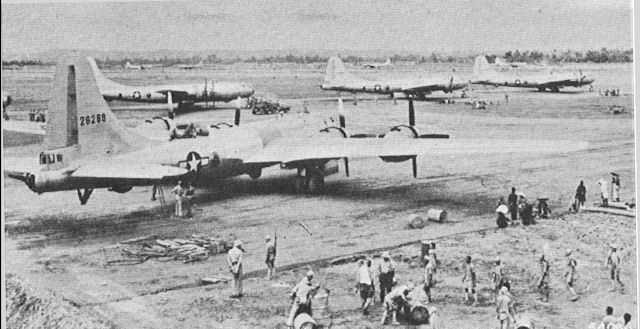
Bombardiers B-29 Superfortress photographiés peu avant leur participation aux raids des 15 et 16 juin 1944 sur Yahata.

La ville japonaise de Yahata (incorporée en 1963 dans la ville plus importante de Kitakyūshū) est la cible de trois importants raids aériens durant la Seconde Guerre mondiale, car possédant les plus grandes aciéries de l'empire du Japon à l'époque. Le premier a lieu durant la nuit du 15 au 16 juin 1944. Effectué dans le cadre de l'opération Matterhorn, il constitue la première attaque sur les îles japonaises par les bombardiers de l'United States Army Air Forces (USAAF), et la première attaque sur l'archipel japonais depuis le raid de Doolittle de 1942. La ville est bombardée une deuxième fois durant la journée et la nuit du 20 août 1944. Ces deux bombardements causent peu de dommages aux installations industrielles de la ville. Le troisième raid conduit le 8 août 1945 entraîne la destruction de 21 % de la zone urbaine de Yahata. La fumée due à l'incendie et la mauvaise météo empêchèrent l'attaque atomique prévue sur la ville voisine de Kokura et la bombe Fat Man destinée à la ville fut larguée sur Nagasaki,.

## Source de la traduction
- (en) Cet article est partiellement ou en totalité issu de l’article de Wikipédia en anglais intitulé « Bombing of Yawata » (voir la liste des auteurs).